# Tomáš Jurčo
Tomáš Jurčo (ur. 28 grudnia 1992 w Koszycach) – słowacki hokeista, reprezentant Słowacji, dwukrotny olimpijczyk.

## Kariera
- HC Košice U18 (2007-2008)
- HC Košice U20 (2008-2009)
- Saint John Sea Dogs (2009-2012)
- Grand Rapids Griffins (2012-2014)
- Detroit Red Wings (2013-2017)
- Chicago Blackhawks (2017-2018)
  -  Rockford IceHogs (2017-2018)
- Springfield Thunderbirds (2019)
- Charlotte Checkers (2019-)
- Edmonton Oilers (2019)
- Bakersfield Condors (2019-2020)
- Vegas Golden Knights (2020-2021)
- Barys Nur-Sułtan (2021-2022)
- Kunlun Red Star (2022-2023)
- HC Davos (2023)
- Awangard Omsk (2023-)

Wychowanek HC Košice. Grał w drużynach juniorskich klubu. W 2009 wyjechał do Kanady i przez trzy sezony grał w barwach Saint John Sea Dogs w juniorskich rozgrywkach QMJHL w ramach CHL. W obu ligach zdobył mistrzostwo rozgrywek. W drafcie do ligi KHL z 2010 został wybrany przez Awtomobilist Jekaterynburg, a rok później w drafcie do ligi NHL z 2011 został wybrany przez klub Detroit Red Wings. W sierpniu 2012 podpisał kontrakt z Detroit na występy w NHL, lecz następnie we wrześniu 2012 został przekazany do zespołu farmerskiego, Grand Rapids Griffins w lidze AHL i w sezonie 2012/2013 zdobył mistrzostwo AHL. Podobnie rok później we wrześniu 2013 znów został przekazany do tego zespołu. 15 grudnia 2013 został wezwany do drużyny Red Wings i tego samego dnia zadebiutował w lidze NHL. Po siedmiu meczach w NHL (2 gole i asysta) został odesłany do drużyny filialnej. Z Red Wings rozegrał pełny sezon NHL (2014/2015). W lipcu 2015 przedłużył kontrakt z Detroit o dwa lata. Od końca lutego 2017 zawodnik Chicago Blackhawks. W czerwcu 2017 przedłużył kontrakt z tym klubem o rok. W czerwcu 2018 nie otrzymał od klubu propozycji nowej oferty, w związku stał się wolnym zawodnikiem od 1 lipca 2018. Od początku stycznia 2019 był zawodnikiem 	Springfield Thunderbirds, a pod koniec lutego 2019 został graczem Charlotte Checkers. Od lipca 2019 zawodnik Edmonton Oilers. W październiku 2019 przekazany do Bakersfield Condors. W październiku 2020 przeszedł do Vegas Golden Knights. W listopadzie 2021 został zaangażowany przez kazachski klub Barys Nur-Sułtan z ligi KHL. Pod koniec listopada 2022 przeszedł do chińskiej drużyny Kunlun Red Star w tej samej lidze. Od września do końca grudnia 2023 reprezentował szwacarski HC Davos, po czym przeszedł do rosyjskiego Awangarda Omsk.
Występował w kadrach juniorskich kraju na mistrzostwach świata do lat 18 w 2009 i do lat 20 w 2011 i 2012. W kadrze seniorskiej uczestniczył w turniejach zimowych igrzysk olimpijskich 2014, 2022, mistrzostw świata w 2015, 2016, 2018.

## Sukcesy
Reprezentacyjne
- Brązowy medal zimowych igrzysk olimpijskich: 2022

Klubowe
- Trophée Jean Rougeau: 2010, 2011, 2012 z Saint John Sea Dogs
- Coupe du Président – mistrzostwo QMJHL: 2011, 2012 z Saint John Sea Dogs
- Memorial Cup – mistrzostwo CHL: 2011 z Saint John Sea Dogs
- Mistrzostwo dywizji AHL: 2013 z Grand Rapids Griffins
- Mistrzostwo konferencji AHL: 2013 z Grand Rapids Griffins
- Norman R. „Bud” Poile Trophy: 2013 z Grand Rapids Griffins
- Puchar Caldera – mistrzostwo AHL: 2013 z Grand Rapids Griffins

Indywidualne
- CHL (2010/2011): CHL Top Prospects Game
- Memorial Cup 2011: pierwsze miejsce w klasyfikacji strzelców: 4 gole
- Mistrzostwa Świata Juniorów w Hokeju na Lodzie 2012/Elita: jeden z trzech najlepszych zawodników reprezentacji
- AHL (2012/2013): pierwsze miejsce w klasyfikacji strzelców wśród pierwszoroczniaków w fazie play-off: 8 goli